# Lucarne d'Évry

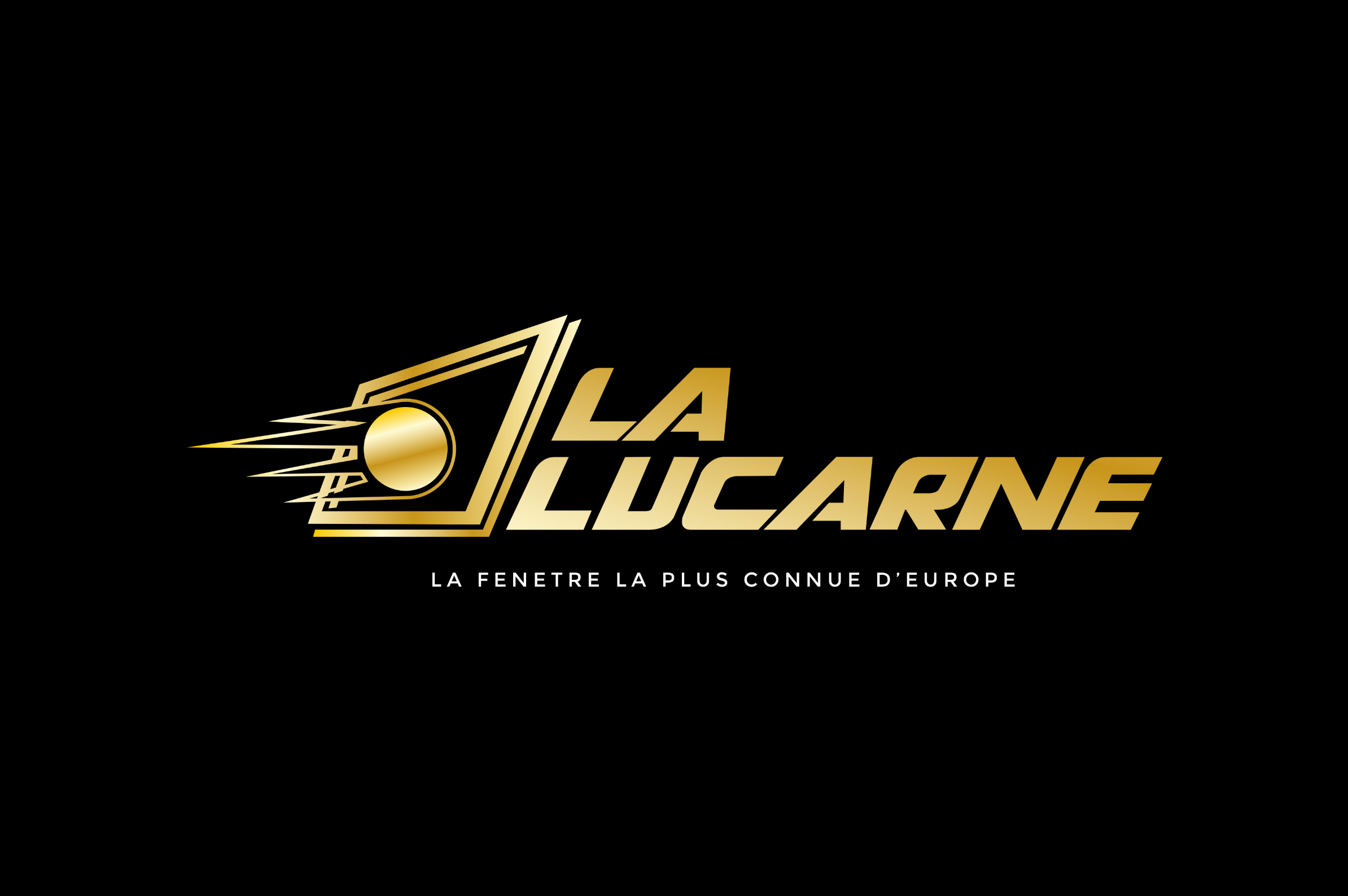
Logo La Lucarne

La Lucarne est une petite fenêtre située sur un local poubelle au 24 rue Jules-Vallès, dans le quartier des Pyramides à Évry-Courcouronnes, en Essonne, France. Elle devient célèbre grâce à un défi qui consiste à faire entrer un ballon de football depuis le trottoir d’en face. Elle est aujourd’hui perçue comme un phénomène sportif qui a dépassé les limites locales.

## Histoire

Représentation graphique de la lucarne.

Le défi de La Lucarne débute en 2019, lorsque Malamine Sissoko alias Malason (habitant du quartier) filme son frère Djibril Sissoko alias Gay l’Ancien qui réussit à envoyer le ballon dans la petite fenêtre du premier coup. La vidéo est devenue virale en 2021 sur les réseaux sociaux grâce au combo de la réaction exagérée de Gay l'ancien et du fou rire de Malason qui le filme. Le buzz est complet.
La Lucarne attire très rapidement l’attention des médias, maires et personnalités publiques. L’impact est tel que l’équipe de France utilise La Lucarne dans son générique et Adidas prend le pas en réalisant une campagne spéciale La Lucarne avec Léo Messi. De grandes figures du sport, telles que Mehdi Benatia, l'ancien international marocain ou encore le footballeur Néné, relèvent le défi avec succès. Résultats de cette campagne, des millions de vues, une grande visibilité et La Lucarne devient le lieu incontournable.
C’est en octobre 2021, que Malamine Sissoko, Siliman Konaté et Anne-Marie Bar Sall décident d’en faire une association, ayant pour but de mettre en avant la richesse des quartiers et de rassembler par la pratique sportive. Ils la nomment La Lucarne du temple. Animé par des principes de solidarité, d’inclusion et de créativité, l’association La Lucarne du Temple utilise le sport comme instrument de rassemblement et d’ambiance en mettant l’accent sur la force du collectif.

### Répliques et tournées
Fin 2021, l'association La Lucarne décide d'en faire un jeu itinérant avec une copie mobile en dimension réelle de La Lucarne. Elle se déplace alors de villes en villes et depuis sa création, elle organise des événements ainsi que des tournées dans de nombreuses villes, tout en collaborant avec des personnalités publiques, artistes et éducateurs. A travers ces initiatives, La Lucarne convertit un simple défi urbain en un vrai projet d’impact social et culturel.
Face à l'affluence de visiteurs ou de joueurs, qui parfois bloquent le passage des véhicules dans la rue Jules-Vallès, la mairie d'Évry-Courcouronnes a également fait construire en 2022 une réplique de La Lucarne à quelques centaines de mètres dans la continuité de la rue Jules Vallès sur le mail Maurice-Genevoix.

## Galerie de photographies

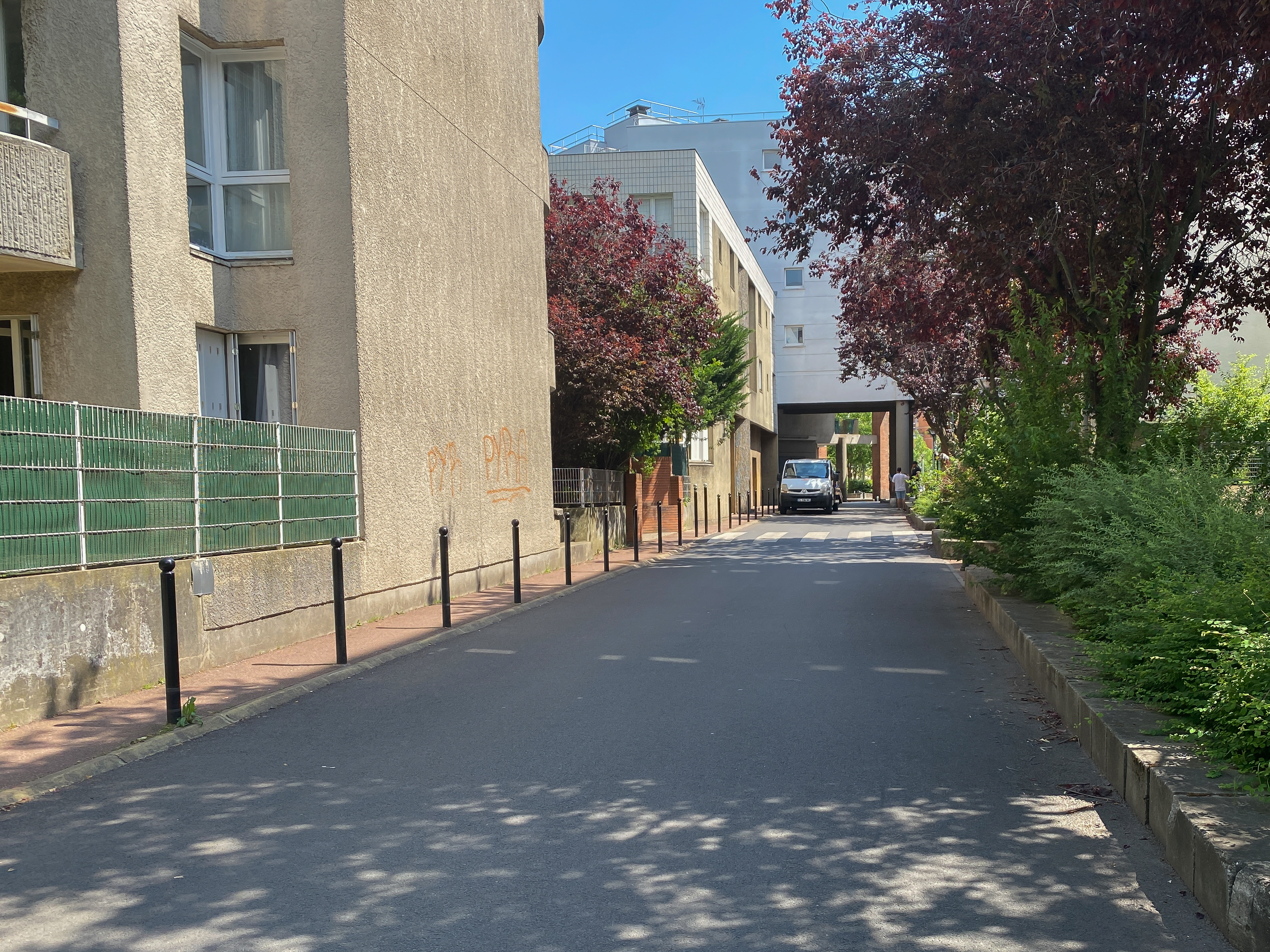
La rue Jules-Vallès.
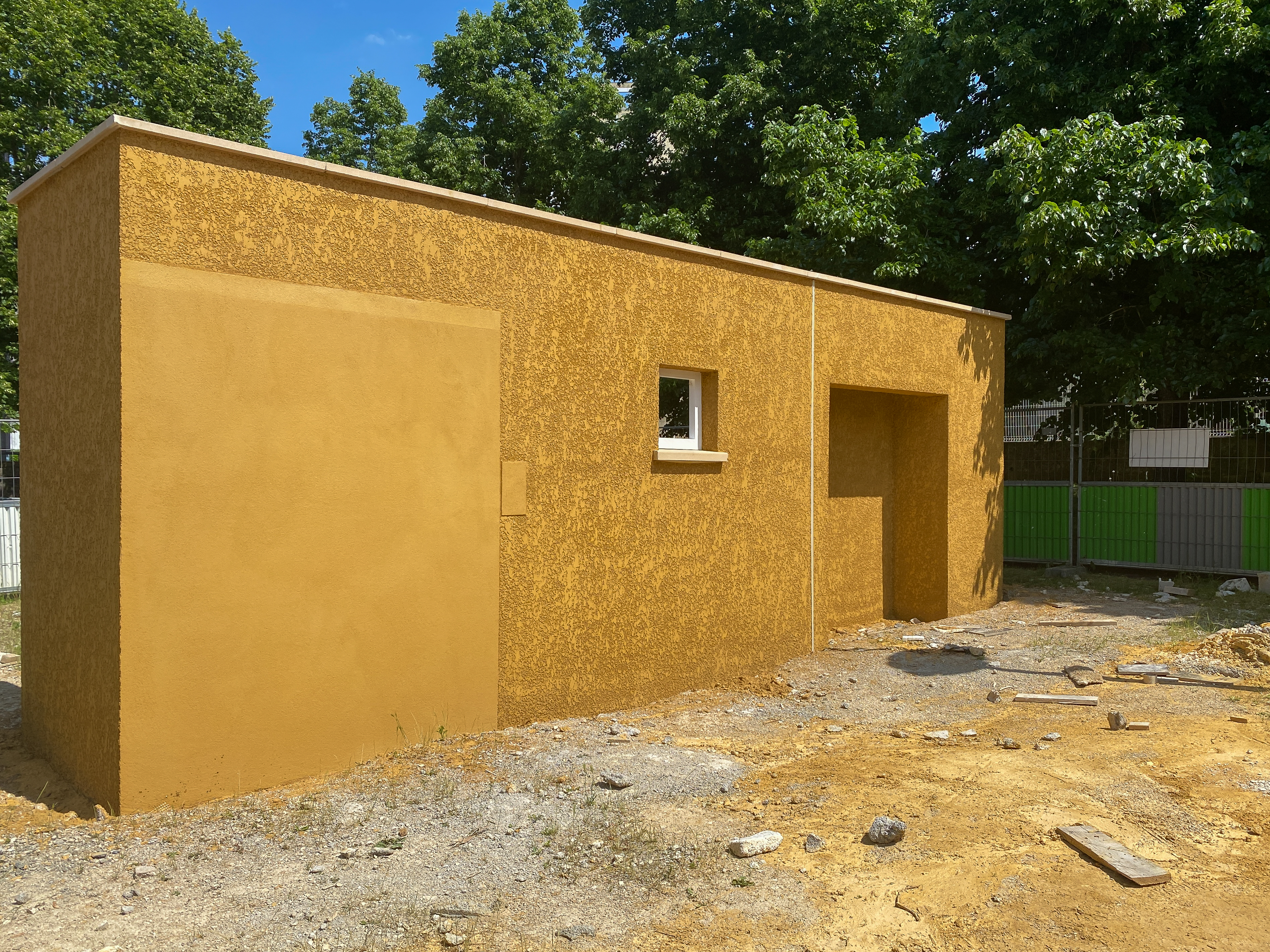
La « nouvelle lucarne d'Évry », en cours de finition.
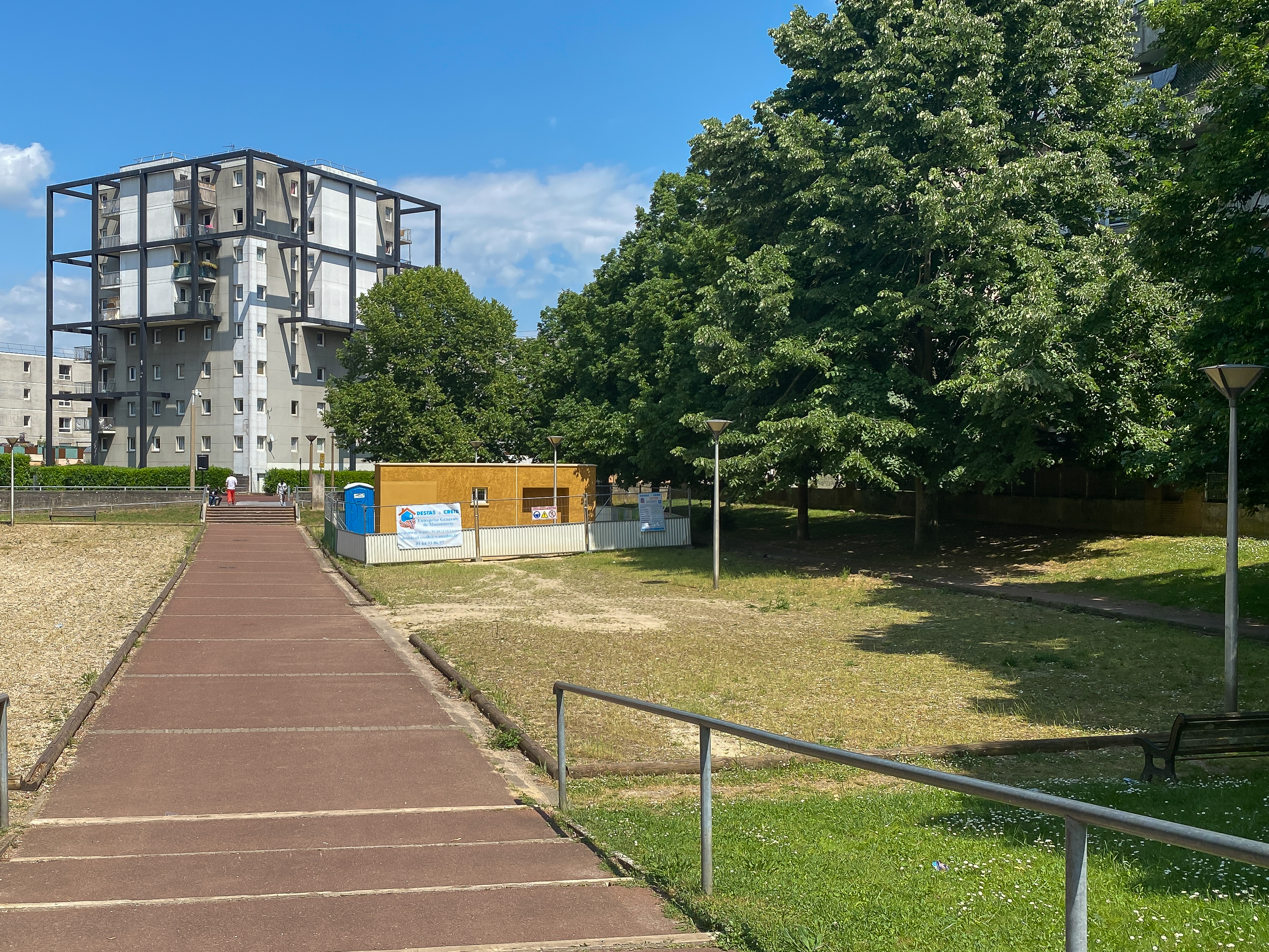
Le mail Maurice-Genevoix.